# تين صفصافي الأوراق
تين صفصافي الأوراق أو الأثاب أو زرف أو أثأب أو أم سيسي أو سموك أو حمط (الاسم العلمي:Ficus salicifolia) هو نوع من النباتات يتبع جنس التين من الفصيلة التوتية.

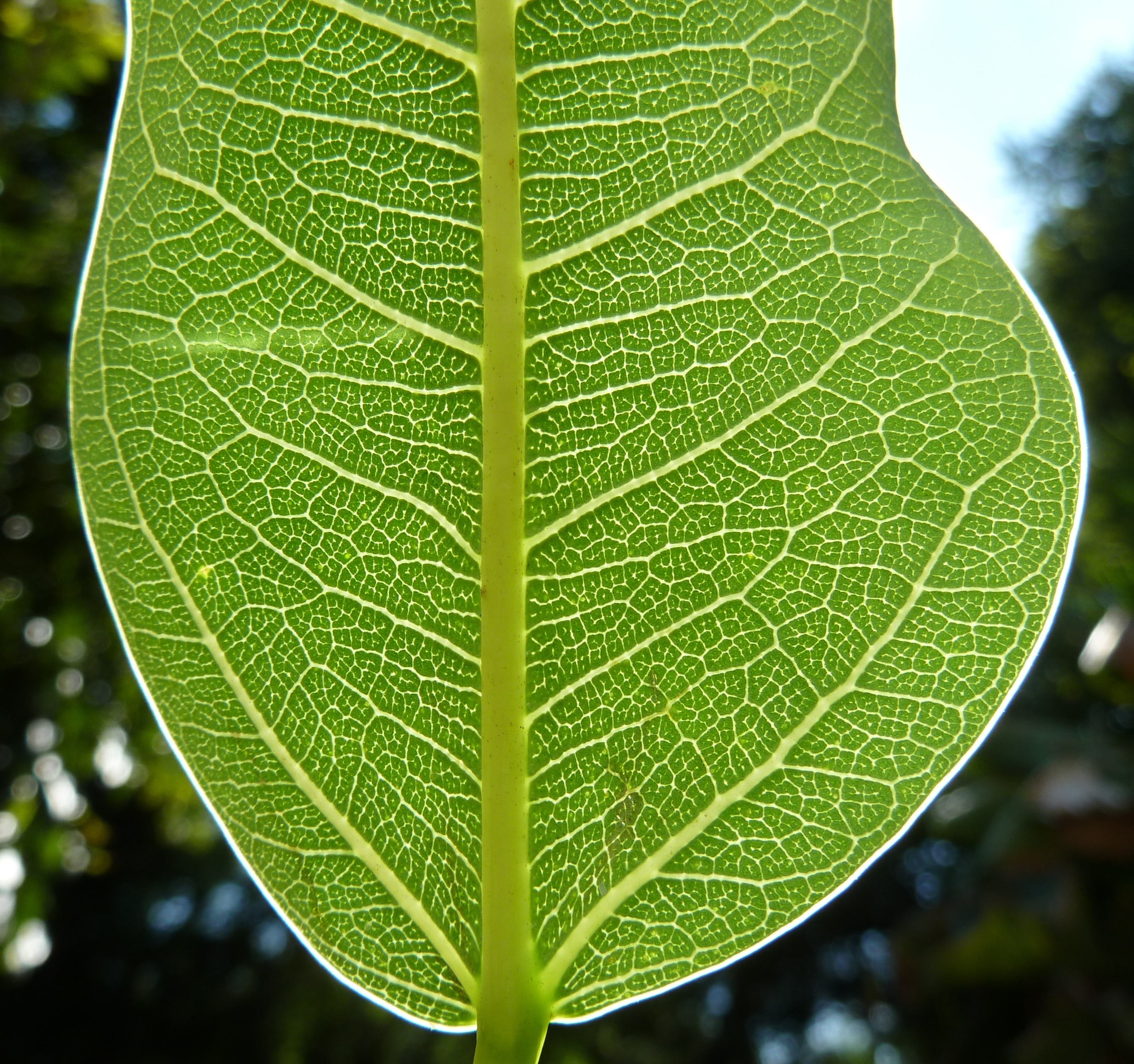
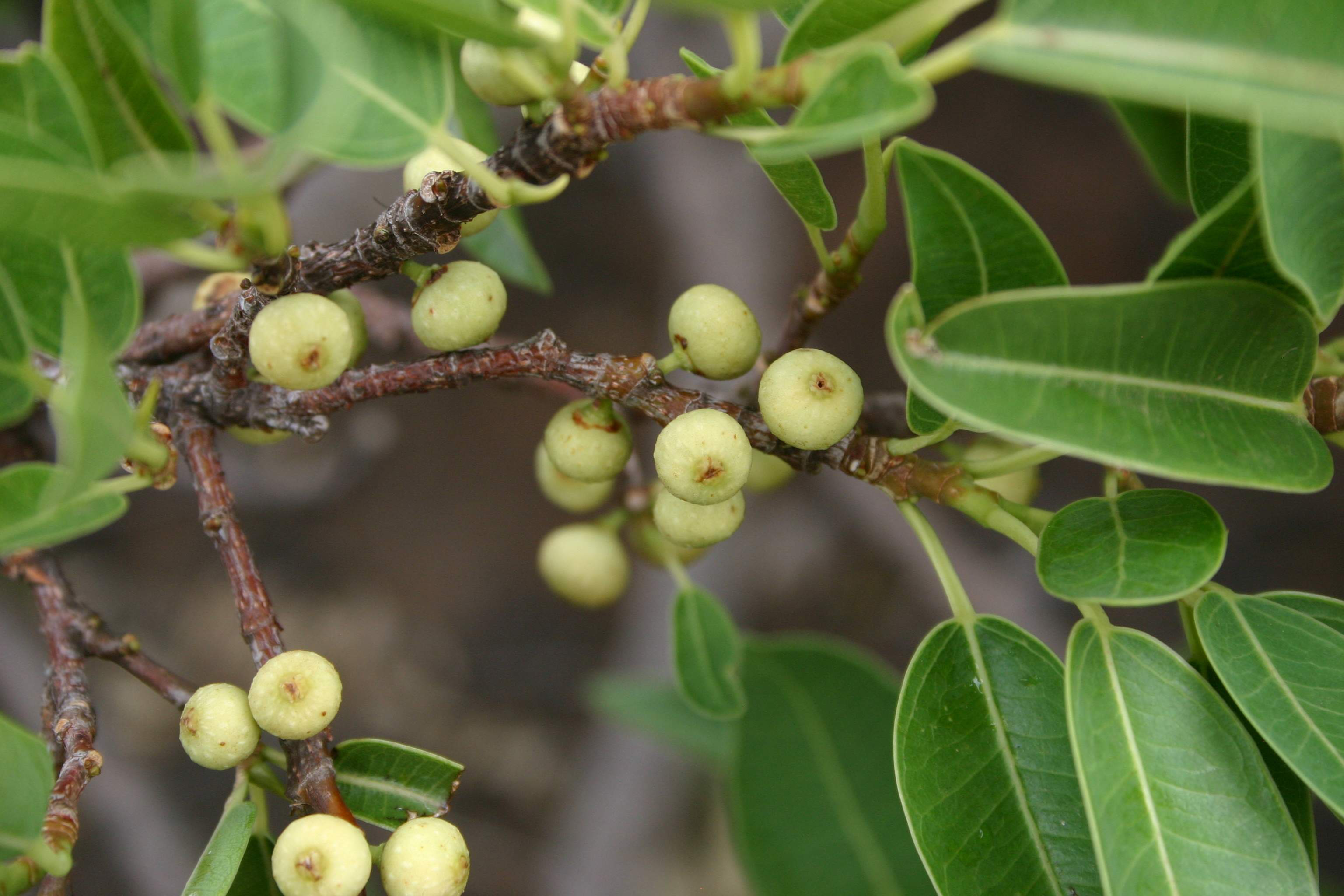
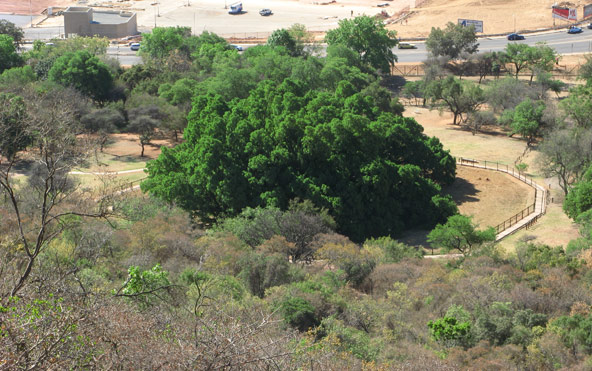
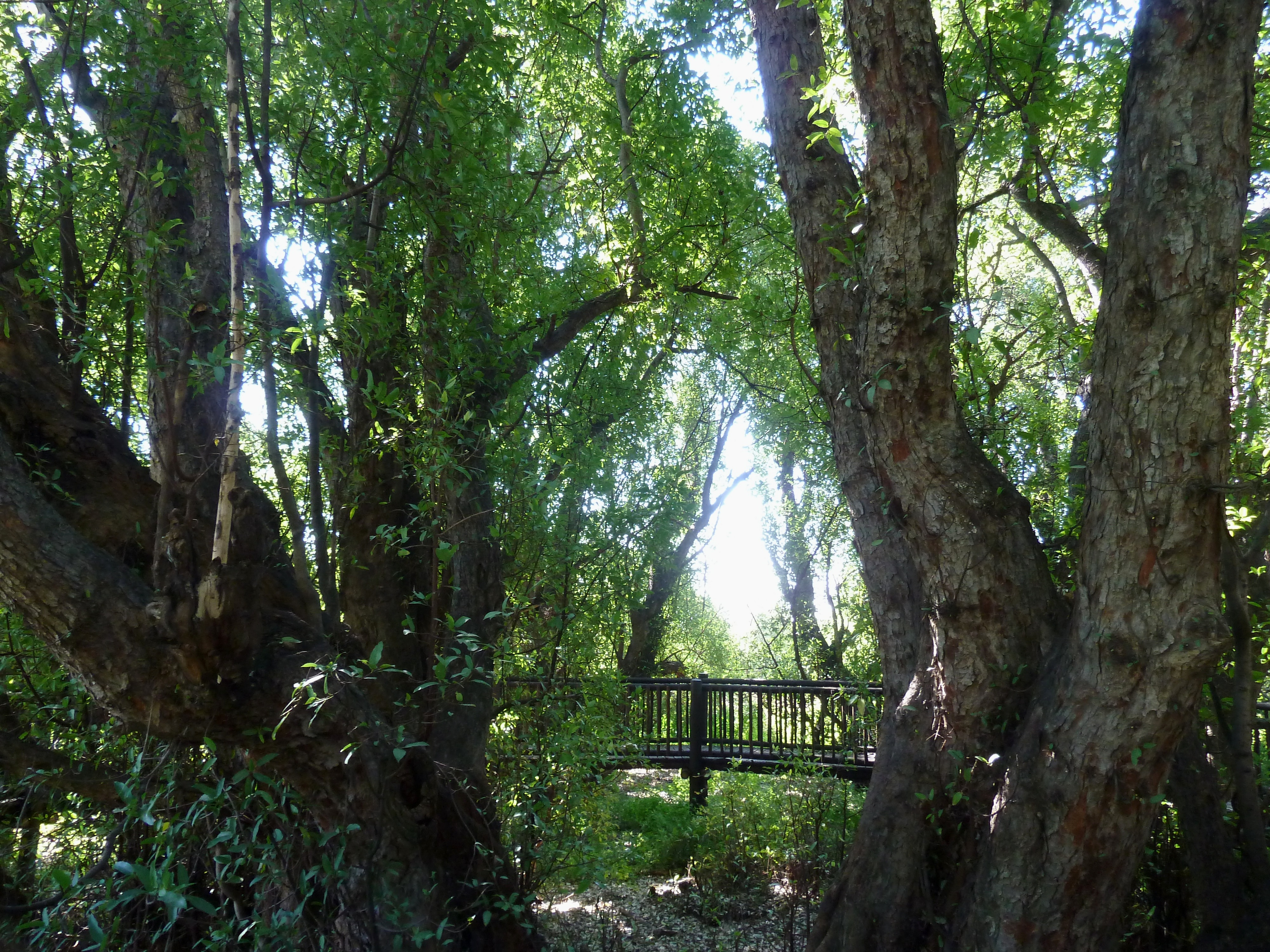